# 田島誠司
田島 誠司（たしま せいじ、1958年4月5日 - ）は、日本のエンジニア。

## 来歴・人物
福岡県立三池高等学校、九州大学工学部を卒業。1982年、東洋工業(現マツダ)に入社、第5エンジン設計課（ロータリーエンジン設計）に配属される。ロータリーエンジン設計課、RE設計Grサイド排気開発に参画。RE先行開発Gr 280ps 13B-REW開発に参画。RE先行開発Gr RENESIS開発に参画。
趣味はコンピューターゲーム、映画鑑賞、ガーデニング。
2005年12月13日・第186回放送のプロジェクトX〜挑戦者たち〜にて田島のエンジン開発の人生が取り上げられる。